# Николаиты
Николаи́ты (др.-греч. Νικολαΐτης) — еретическое течение в раннем христианстве.

## Упоминание в Новом Завете
В Новом Завете, в книге Откровение, Иисус Христос, обращаясь к церквям (Откровение. 1:1), расположенным в Асии (на территории современной Турции), обличает Пергамскую церковь, указывая на учение Николаитов, которого придерживаются некоторые из её членов:

Так и у тебя есть держащиеся учения Николаитов, которое Я ненавижу.
— Откр. 2:15
Второе прямое упоминание о Николаитах находится в этой же главе, обращённое к Ефесской церкви:

Впрочем то в тебе хорошо, что ты ненавидишь дела Николаитов, которые и Я ненавижу.
— Откр. 2:6
По преданию, это учение происходит от Николая Антиохийца, который был одним из семи человек, выбранных двенадцатью апостолами для служения в Иерусалимской церкви ответственными за раздачу пищи (Деяния. 6:3—6). Он был «обращён из язычников», то есть не был евреем. Ириней Лионский указывает на него как на родоначальника учения николаитов, что предполагает его падение и отхождение от Бога.

## Трактовки
Ириней Лионский («Против ересей», 1, 26, § 3), Епифаний Кипрский («Панарий», „Κατὰ Νικολαϊτῶν ε’, τῆς δὲ ἀκολουθίας κε’“), Ипполит («Философумены», VII, 36) и Евсевий Кесарийский («Церковная История», III, 29) называют это учение ересью и сектой. При этом Евсевий по сути сам ничего нового не добавляет, а лишь цитирует «Строматы» Климента Александрийского (Книги 2-я и 3-я).

## Прочие николаиты
- Под этим именем известна также небольшая секта в Чехии, основанная крестьянином местечка Власеник, по имени Николай, около 1417 года. Она учила, что церковь утратила свой нормальный вид, и, кроме Библии, допускала другое божественное откровение, получаемое непосредственно отдельными лицами из её среды. Существовала в XVII в. В 1676 г, издала своё «Исповедание веры».
- О николаитах в Голландии и Англии см. фамилисты.